# Cordyline ledermannii
Cordyline ledermannii är en sparrisväxtart som beskrevs av Kurt Krause. Cordyline ledermannii ingår i släktet Cordyline, och familjen sparrisväxter. Inga underarter finns listade i Catalogue of Life.